# Nemile
Nemile (niem. Neumühle) – gmina w Czechach, w powiecie Šumperk, w kraju ołomunieckim. Według danych z dnia 1 stycznia 2012 liczyła 647 mieszkańców.
Dzieli się na dwie części:
- Nemile
- Lupěné